# Kostel svatého Jana Nepomuckého (Zálesní Lhota)
Kostel svatého Jana Nepomuckého je novogotický kostel v obci Zálesní Lhota.

## Historie
Na místě původního kostela stál malý dřevěný jednolodní kostel se zvonicí, původně též zasvěcený Janu Nepomuckému, postaven roku 1595. V něm byl dle dochovaných pamětí oltář svatého Jana Nepomuckého a vzadu malý chór se dvěma ambity. Roku 1881 byl však pro značnou sešlost zbořen a dřevo bylo rozebráno na stavbu stodol v Zálesní Lhotě.
Ihned bylo rozhodnuto o stavbě nového kostela, který vznikl na návrh Alfreda z Vebru. Stavbou byl pověřen inženýr Václav Repiš. Dne 29. června 1884 byl kostel vysvěcen královéhradeckým biskupem Josefem Haisem.

## Popis
Kostel svatého Jana Nepomuckého je jednolodní novogotická stavba s obdélníkovou věží s hodinami s bílým ciferníkem.
Hlavní oltář kostela je zasvěcen sv. Janu Nepomuckému. Výjevy v gotických oknech po stranách oltáře znázorňují sv. Petra a sv. Pavla. Prostory mezi původním pískovcovým žebrovím s bohatými patkami a růžicemi vyplňují apoštolové. Vedlejší oltáře vedle sochy Panny Marie jsou zasvěceny Panně Marii, královně posvátného růžence a Panně Marii, počaté bez poskvrny hříchu dědičného. Miniaturní sousoší Nejsvětější Trojice je umělecká památka, pravděpodobně z původního kostela. Rovněž i Pieta na protějším oltáři sv. Josefa, vedle něhož je oltář Božského Srdce Páně. Vítězný oblouk zaplňují postavy světců „českého nebe“ se svou královnou, chránící obec Zálesní Lhotu s jejím kostelem. Jsou to sv. Cyril a Metoděj, sv. Vojtěch, sv. Vít, sv. Anežka, sv. Václav, sv. Ludmila, sv. Prokop, sv. Zdislava a sv. Norbert.
Zajímavé jsou pak malby na klenbě hlavní chrámové lodi. Obsahují sedm skutků tělesného a sedm skutků duchovního milosrdenství a v prostřední části klenby hlavní pravdy víry:
1. Stvoření světa
2. Prvotní hřích
3. Trest za hříchy: potopa
4. Tajemství vykoupení člověka: narození Páně
5. Smrt Páně
6. Zmrtvýchvstání páně
7. Založení Církve: Pán Ježíš ustanovuje sv. Petra za nejvyšší hlavu Církve. Poslední soud

Příklady duchovních skutků milosrdenství jsou v vybrány z biblických dějin:
1. Hřešící kárat (Prorok Nathan kárá Davida)
2. Neumělé učit (sv. Pavel káže v Efesu)
3. Pochybujícím dobře radit (Pán Ježíš dává radu mládenci)
4. Zarmoucené těšit (Tobiáš těší zarmoucené)
5. Křivdy trpělivě snášet (Job)
6. Ubližujícím ochotně odpouštět (sv. Štěpán)
7. Za živé i mrtvé se modliti (Juda Makabejský)[3]